# BMG Music Publishing
BMG Music Publishing war eine 100 %-Tochter von Bertelsmann und im Unternehmensbereich BMG für das Musikverlagsgeschäft (Urheberrechtsverwaltung) zuständig. Das Unternehmen mit Sitz in New York City wurde 2007 von Universal Music, einer Tochter des Vivendi-Medienkonzerns, übernommen.

## Geschichte
Das Unternehmen wurde hervorgehend aus der Ariola Eurodisc 1987 als BMG Ariola München GmbH gegründet und wurde zu einem der am schnellsten wachsenden Musikverlage. Es kaufte unter anderem die traditionsreiche Firma RCA Victor, nach dem deutschen Sitz umbenannt in BMG Ariola Hamburg und 1999 das Buddah-Label, aus dem das Sub-Label Stop-Time hervorging. 1998 erfolgte die Umbenennung in BMG Entertainment International. Hauptsitz wurde New York, deutscher Sitz München.
2002 wurde Zomba Music Publishing übernommen.
Nachdem es im Laufe des Jahres 2006 bereits Gerüchte um einen Verkauf gab, und Mitte Juni der Verkaufsprozess offiziell gestartet wurde, gab Bertelsmann am 6. September 2006 bekannt, dass BMG Music Publishing für 1,63 Mrd. € an Vivendi verkauft wird. 
Die ursprüngliche Genehmigung der Fusion durch die EU-Kommission wurde noch im September vom Europäischen Gericht erster Instanz (EuGe I) für nichtig erklärt. Nach erneuter Prüfung entschied die EU-Kommission im Mai 2007, dass die Vivendi-Tochter Universal Music BMG Music Publishing unter Auflagen übernehmen darf. Die EU-Wettbewerbskommissarin Neelie Kroes erklärte, dass Universal verschiedene Musikkataloge verkaufen muss, um Wettbewerbsnachteile für Kunden im europäischen Wirtschaftsraum auszuschließen. Von diesen Verkäufen waren auch Urheberrechtsverträge mit erfolgreichen Künstlern, wie zum Beispiel den Kaiser Chiefs oder Justin Timberlake betroffen.
Vor dem Verkauf war BMG Music Publishing der drittgrößte Musikverlag der Welt und beschäftigte etwa 550 Mitarbeiter. Im für das Musikgeschäft zuständigen Unternehmensbereich BMG von Bertelsmann erwirtschaftete BMG Music Publishing etwa 17,5 % des Umsatzes. BMG Music Publishing hielt die Rechte an mehr als einer Million Musiktiteln.

## Künstler (Auszug)
- Maroon 5
- Linkin Park
- Christina Aguilera
- Robbie Williams
- Coldplay
- Die Prinzen
- Kylie Minogue
- Plan B (Band)
- The All-American Rejects
- Rammstein
- Louis Tomlinson
- Westlife